# 愛宕神社 (松島町)
愛宕神社（あたごじんじゃ）は、宮城県宮城郡松島町高城にある愛宕信仰にもとづく神社で、全国に多数ある愛宕神社の一つである。本尊は将軍地蔵であった。瑞巌寺・陽徳院の北東にある愛宕山という低山の上に立ち、瑞巌寺の鎮守の一つでもある。

## 概要
明暦3年（1657年）に僧の守清によって建てられ、貞享4年（1687年）に現在の位置に移転した。移転前は五大堂の北の丘にあったので、創建時もそこにあったと考える説と、創建時の位置について不明とする説がある。愛宕社は、隣村の高城に移転した松島明神（紫神社）にかわって松島七社のうちに数えられるようになった。山の南南東の麓から石段を登った上に、小さ社殿がある。毎年7月23日夜が宵祭、24日が例祭である。